# Issa Aqberbajew

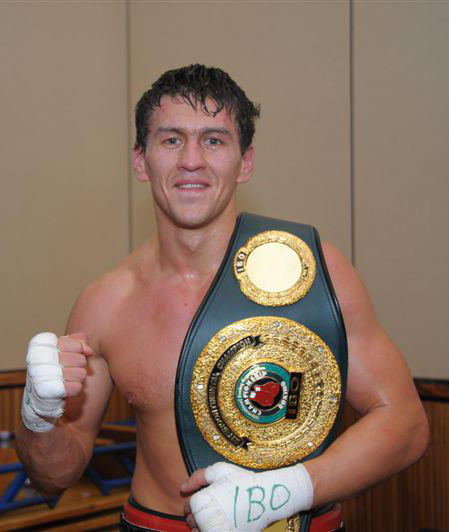
Issa Aqberbajew, 2013

Issa Baqytschanuly Aqberbajew (kasachisch Иса Бақытжанұлы Ақбербаев, russisch Иса Бахытжанович Акбербаев Issa Bachytschanowitsch Akberbajew; * 5. November 1983 in Qostanai, Kasachstan) ist ein kasachischer Profiboxer im Cruisergewicht und aktuell ungeschlagen.

## Karriere
Im Jahr 2009 gab der Linksausleger sein Debüt als Profi.
Ende März des Jahres 2011 erkämpfte er mit einem T.-K.-o.-Sieg in Runde 2 den vakanten WBC-Asian-Title. Noch im selben Jahr kam sowohl der internationale IBO- als auch der interkontinentale IBO-Titel hinzu, wofür er Armin Dollinger und Mauro Adrian Ordiales besiegen musste (beide Titel waren ebenfalls vakant).
Ende Februar 2015 trat Aqberbajew gegen Ruben Angel Mino um die unbedeutende vakante GBU-Weltmeisterschaft an; Aqberbajew schlug Mino bereits in der 1. Runde schwer k.o. Den Titel verteidigte er dreimal.